# Maskugglor
Maskugglor (Phodilus) är ett fågelsläkte i familjen tornugglor inom ordningen ugglefåglar. Släktet omfattar vanligen två arter som förekommer i sydvästra Indien och på Sri Lanka samt dels i Sydostasien till Borneo och Java:
- Orientmaskuggla (P. badius)
- Ceylonmaskuggla (P. assimilis) – behandlades tidigare och i viss mån fortfarande[2] som en underart till badius.

Tidigare behandlades itombwetornugglan (T. prigoginei) istället som en del av Phodilus, då med svenska namnet itombwemaskuggla.